# 24 Heures du Mans 1982
Navigation
Édition précédente Édition suivante
Les 24 Heures du Mans 1982 sont la 50e édition de l'épreuve et se déroulent les 19 et 20 juin 1982 sur le circuit de la Sarthe. Cette course est la quatrième manche du Championnat du monde des voitures de sport 1982 (WSC - World Sportscar Championship).

## Nombre de pilotes qualifiés pour la course
Cette année, les 24 Heures du Mans fêtent leur cinquantième édition avec au volant, 154 pilotes dont deux femmes.
| 42 Français  | 35 Américains | 32 Britanniques | 10 Allemands       | 10 Belges  |
| 6 Italiens   | 3 Australiens | 3 Suisses       | 2 Irlandais        | 2 Japonais |
| 1 Autrichien | 1 Chilien     | 1 Espagnol      | 1 Liechtensteinois | 1 Marocain |
| 1 Mexicain   | 1 Panaméen    | 1 Sud-Africaine | 1 Suédois          |            |

## Déroulement de la course

### Classements intermédiaires
| Pos. | Après la 1re heure | Après la 1re heure                                                            | Après 6 heures | Après 6 heures                                                                | Après 12 heures | Après 12 heures                                                             | Après 18 heures | Après 18 heures                                                             |
| Pos. | n°                 | Voiture / Pilotes                                                             | n°             | Voiture / Pilotes                                                             | n°              | Voiture / Pilotes                                                           | n°              | Voiture / Pilotes                                                           |
| ---- | ------------------ | ----------------------------------------------------------------------------- | -------------- | ----------------------------------------------------------------------------- | --------------- | --------------------------------------------------------------------------- | --------------- | --------------------------------------------------------------------------- |
| 1    | 11                 | Malardeau Automobiles Jean Rondeau Rondeau M382 (C) Migault - Spice - Lapeyre | 3              | Rothmans Porsche System Porsche 956 (C) Haywood - Holbert - Barth             | 1               | Rothmans Porsche System Porsche 956 (C) Ickx - Bell                         | 1               | Rothmans Porsche System Porsche 956 (C) Ickx - Bell                         |
| 2    | 6                  | Ford Werke A.G. / Zakspeed Ford C100 (C) Ludwig - Surer - Winkelhock          | 1              | Rothmans Porsche System Porsche 956 (C) Ickx - Bell                           | 2               | Rothmans Porsche System Porsche 956 (C) Mass - Schuppan                     | 2               | Rothmans Porsche System Porsche 956 (C) Mass - Schuppan                     |
| 3    | 24                 | Jean Rondeau - Otis Rondeau M382 (C) Jaussaud - Pescarolo                     | 11             | Malardeau Automobiles Jean Rondeau Rondeau M382 (C) Migault - Spice - Lapeyre | 4               | Belga Team Joest Racing Porsche 936C (C) Wollek - Martin - Martin           | 4               | Belga Team Joest Racing Porsche 936C (C) Wollek - Martin - Martin           |
| 4    | 20                 | BASF Cassetten Team GS Sport Sauber SHS C6 (C) Stuck - Schlesser - Quester    | 2              | Rothmans Porsche System Porsche 956 (C) Mass - Schuppan                       | 32              | Viscount Downe Pace Petroleum Nimrod NRA/C2 (C) Mallock - Phillips - Salmon | 72              | NART Ferrari 512BB/LM (IMSA / GTX) Cudini - Morton - Paul                   |
| 5    | 1                  | Rothmans Porsche System Porsche 956 (C) Ickx - Bell                           | 4              | Belga Team Joest Racing Porsche 936C (C) Wollek - Martin - Martin             | 3               | Rothmans Porsche System Porsche 956 (C) Haywood - Holbert - Barth           | 32              | Viscount Downe Pace Petroleum Nimrod NRA/C2 (C) Mallock - Phillips - Salmon |

### Classement final de la course

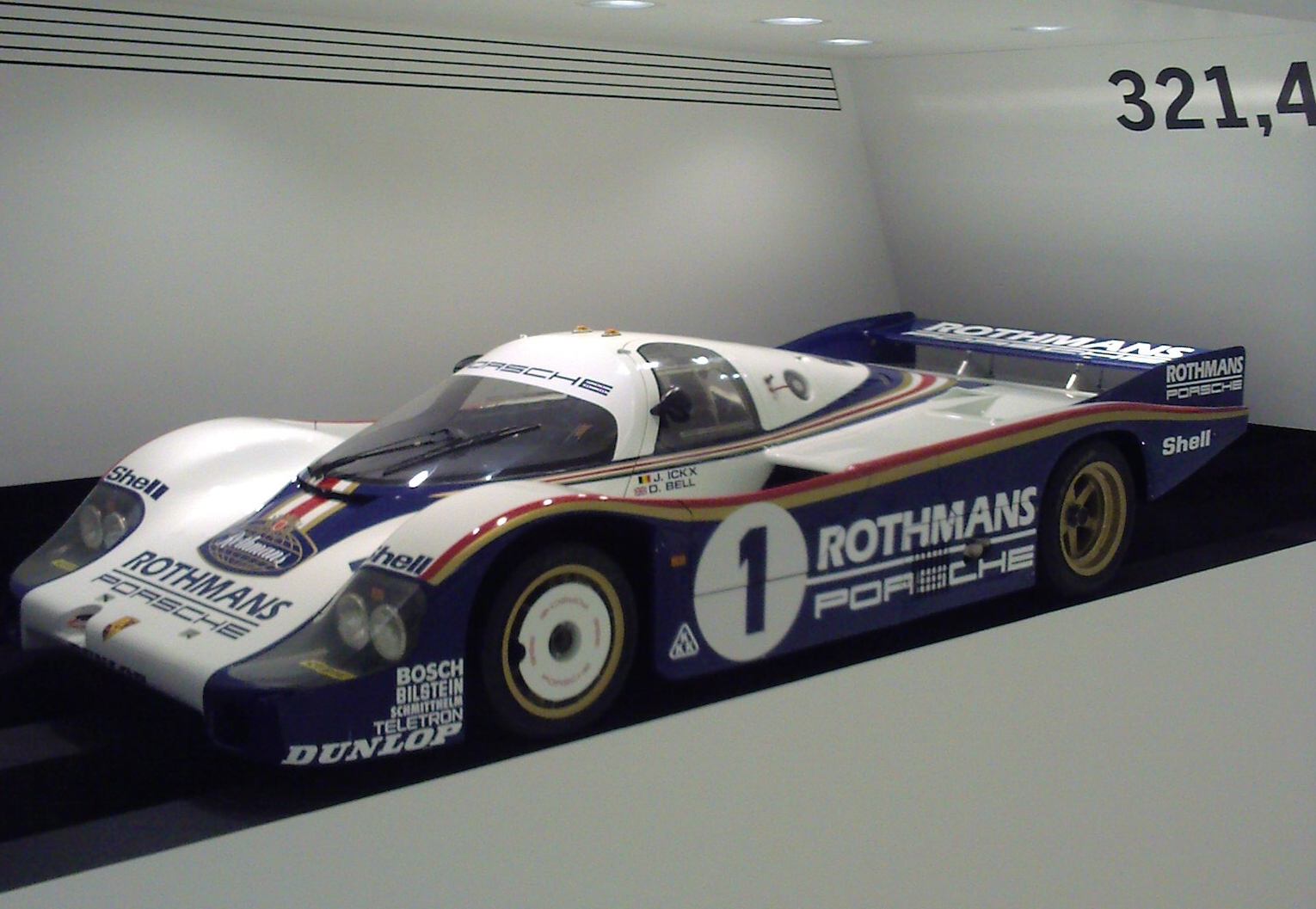
La Porsche 956, victorieuse de l'édition 1982.

Voici le classement officiel au terme des 24 heures de course.
- Les vainqueurs de chaque catégorie sont signalés par un fond jauni.
- Pour la colonne Pneus, il faut passer le curseur au-dessus du modèle pour connaître le manufacturier de pneumatiques.

| Pos.  | Catégorie | N° | Écurie                             | Pilotes                                                      | Châssis                              | Pneus | Tours |
| Pos.  | Catégorie | N° | Écurie                             | Pilotes                                                      | Moteur                               | Pneus | Tours |
| ----- | --------- | -- | ---------------------------------- | ------------------------------------------------------------ | ------------------------------------ | ----- | ----- |
| 1     | C         | 1  | Rothmans Porsche System            | Jacky Ickx Derek Bell                                        | Porsche 956                          | D     | 359   |
| 1     | C         | 1  | Rothmans Porsche System            | Jacky Ickx Derek Bell                                        | Porsche Type-935 2.6L Turbo Flat-6   | D     | 359   |
| 2     | C         | 2  | Rothmans Porsche System            | Jochen Mass Vern Schuppan                                    | Porsche 956                          | D     | 356   |
| 2     | C         | 2  | Rothmans Porsche System            | Jochen Mass Vern Schuppan                                    | Porsche Type-935 2.6L Turbo Flat-6   | D     | 356   |
| 3     | C         | 3  | Rothmans Porsche System            | Hurley Haywood Al Holbert Jürgen Barth                       | Porsche 956                          | D     | 340   |
| 3     | C         | 3  | Rothmans Porsche System            | Hurley Haywood Al Holbert Jürgen Barth                       | Porsche Type-935 2.6L Turbo Flat-6   | D     | 340   |
| 4     | IMSA GTX  | 79 | John Fitzpatrick Racing            | John Fitzpatrick David Hobbs                                 | Porsche 935/78 "Moby Dick"           | G     | 329   |
| 4     | IMSA GTX  | 79 | John Fitzpatrick Racing            | John Fitzpatrick David Hobbs                                 | Porsche Type-935 2.7L Turbo Flat-6   | G     | 329   |
| 5     | IMSA GTX  | 78 | Cooke Racing - BP                  | Dany Snobeck François Sérvanin (de) René Metge               | Porsche 935 K3                       | G     | 325   |
| 5     | IMSA GTX  | 78 | Cooke Racing - BP                  | Dany Snobeck François Sérvanin (de) René Metge               | Porsche Type-935 2.8L Turbo Flat-6   | G     | 325   |
| 6     | IMSA GTX  | 70 | Prancing Horse Farm Racing         | Pierre Dieudonné Carson Baird Jean-Paul Libert (de)          | Ferrari 512BB/LM                     | M     | 322   |
| 6     | IMSA GTX  | 70 | Prancing Horse Farm Racing         | Pierre Dieudonné Carson Baird Jean-Paul Libert (de)          | Ferrari 4.9L Flat-12                 | M     | 322   |
| 7     | C         | 32 | Viscount Downe Pace Petroleum      | Ray Mallock Simon Phillips Mike Salmon                       | Nimrod NRA/C2                        | A     | 317   |
| 7     | C         | 32 | Viscount Downe Pace Petroleum      | Ray Mallock Simon Phillips Mike Salmon                       | Aston Martin-Tickford DP1229 5.3L V8 | A     | 317   |
| 8     | Gr.5      | 60 | Charles Ivey Racing                | John Cooper Paul Smith Claude Bourgoignie                    | Porsche 935 K3                       | D     | 316   |
| 8     | Gr.5      | 60 | Charles Ivey Racing                | John Cooper Paul Smith Claude Bourgoignie                    | Porsche Type-935 3.1L Turbo Flat-6   | D     | 316   |
| 9     | IMSA GTX  | 72 | NART                               | Alain Cudini John Morton John Paul Sr.                       | Ferrari 512BB/LM                     | D     | 306   |
| 9     | IMSA GTX  | 72 | NART                               | Alain Cudini John Morton John Paul Sr.                       | Ferrari 4.9L Flat-12                 | D     | 306   |
| 10    | C         | 25 | Primagaz                           | Pierre Yver Bruno Sotty Lucien Guitteny                      | Rondeau M379                         | A     | 306   |
| 10    | C         | 25 | Primagaz                           | Pierre Yver Bruno Sotty Lucien Guitteny                      | Ford Cosworth DFV 3.0L V8            | A     | 306   |
| 11    | IMSA GTX  | 77 | Garretson Developments             | Anne-Charlotte Verney Bob Garretson Ray Ratcliff             | Porsche 935 K3                       | G     | 299   |
| 11    | IMSA GTX  | 77 | Garretson Developments             | Anne-Charlotte Verney Bob Garretson Ray Ratcliff             | Porsche Type-935 2.8L Turbo Flat-6   | G     | 299   |
| 12    | Gr.5      | 66 | Jean-Marie Lemerle Sivama Motor    | Jean-Marie Lemerle (de) Max Cohen-Olivar Joe Castellano (de) | Lancia Beta Montecarlo               | D     | 295   |
| 12    | Gr.5      | 66 | Jean-Marie Lemerle Sivama Motor    | Jean-Marie Lemerle (de) Max Cohen-Olivar Joe Castellano (de) | Lancia 1.4L Turbo I4                 | D     | 295   |
| 13    | Gr.4      | 90 | Richard Cleare Racing              | Richard Cleare Tony Dron Richard Jones (de)                  | Porsche 934                          | D     | 293   |
| 13    | Gr.4      | 90 | Richard Cleare Racing              | Richard Cleare Tony Dron Richard Jones (de)                  | Porsche 3.3L Turbo Flat-6            | D     | 293   |
| 14    | IMSA GTX  | 82 | Mazdaspeed Co. Ltd.                | Yojiro Terada Takashi Yorino Allan Moffat                    | Mazda RX-7                           | D     | 282   |
| 14    | IMSA GTX  | 82 | Mazdaspeed Co. Ltd.                | Yojiro Terada Takashi Yorino Allan Moffat                    | Mazda 13B 1.3L 2-Rotor               | D     | 282   |
| 15    | C         | 38 | Bussi Team                         | Christian Bussi (de) Pascal Witmeur Bernard de Dryver        | Rondeau M382                         | D     | 279   |
| 15    | C         | 38 | Bussi Team                         | Christian Bussi (de) Pascal Witmeur Bernard de Dryver        | Ford Cosworth DFL 3.3L V8            | D     | 279   |
| 16    | IMSA GTO  | 87 | B.F. Goodrich                      | Jim Busby Doc Bundy Marcel Mignot                            | Porsche 924 Carrera GTR              | BF    | 273   |
| 16    | IMSA GTO  | 87 | B.F. Goodrich                      | Jim Busby Doc Bundy Marcel Mignot                            | Porsche 2.0L Turbo I4                | BF    | 273   |
| 17    | IMSA GTO  | 81 | Stratagraph Inc.                   | Billy Hagan Gene Felton                                      | Chevrolet Camaro                     | G     | 269   |
| 17    | IMSA GTO  | 81 | Stratagraph Inc.                   | Billy Hagan Gene Felton                                      | Chevrolet 5.7L V8                    | G     | 269   |
| 18    | Gr.5      | 61 | Total                              | Roland Ennequin Michel Gabriel Franco Gasparetti             | BMW M1 Gr.5                          | D     | 259   |
| 18    | Gr.5      | 61 | Total                              | Roland Ennequin Michel Gabriel Franco Gasparetti             | BMW M88 3.5L I6                      | D     | 259   |
| N. c. | IMSA GTO  | 80 | Stratagraph Inc.                   | Dick Brooks Herschel McGriff Tom Williams                    | Chevrolet Camaro                     | G     | 141   |
| N. c. | IMSA GTO  | 80 | Stratagraph Inc.                   | Dick Brooks Herschel McGriff Tom Williams                    | Chevrolet 5.7L V8                    | G     | 141   |
| Abd.  | C         | 4  | Belga Team Joest Racing            | Bob Wollek Jean-Michel Martin Philippe Martin                | Porsche 936C                         | D     | 320   |
| Abd.  | C         | 4  | Belga Team Joest Racing            | Bob Wollek Jean-Michel Martin Philippe Martin                | Porsche Type-935 2.5L Turbo Flat-6   | D     | 320   |
| Abd.  | IMSA GTX  | 62 | EMKA Productions                   | Steve O'Rourke Richard Down Nick Mason                       | BMW M1 Gr.5                          | D     | 266   |
| Abd.  | IMSA GTX  | 62 | EMKA Productions                   | Steve O'Rourke Richard Down Nick Mason                       | BMW M88 3.5L I6                      | D     | 266   |
| Abd.  | Gr.5      | 65 | Thierry Perrier Sivama Motor       | Thierry Perrier Bernard Salam Gianni Giudici                 | Lancia Beta Montecarlo               | D     | 219   |
| Abd.  | Gr.5      | 65 | Thierry Perrier Sivama Motor       | Thierry Perrier Bernard Salam Gianni Giudici                 | Lancia 1.4L Turbo I4                 | D     | 219   |
| Abd.  | Gr.6      | 50 | Martini Racing                     | Riccardo Patrese Hans Heyer Piercarlo Ghinzani               | Lancia LC1                           | P     | 152   |
| Abd.  | Gr.6      | 50 | Martini Racing                     | Riccardo Patrese Hans Heyer Piercarlo Ghinzani               | Lancia 1.4L Turbo I4                 | P     | 152   |
| Abd.  | IMSA GTX  | 83 | Mazdaspeed Co. Ltd.                | Tom Walkinshaw Chuck Nicholson Peter Lovett                  | Mazda RX-7                           | D     | 180   |
| Abd.  | IMSA GTX  | 83 | Mazdaspeed Co. Ltd.                | Tom Walkinshaw Chuck Nicholson Peter Lovett                  | Mazda 13B 1.3L 2-Rotor               | D     | 180   |
| Abd.  | Gr.5      | 75 | Claude Haldi                       | Claude Haldi Rodrigo Terran François Hesnault                | Porsche 935 K3                       | D     | 141   |
| Abd.  | Gr.5      | 75 | Claude Haldi                       | Claude Haldi Rodrigo Terran François Hesnault                | Porsche Type-935 2.8L Turbo Flat-6   | D     | 141   |
| Abd.  | C         | 26 | Jacky Haran                        | Vivian Candy Jacky Haran Hervé Poulain                       | Rondeau M379                         | A     | 149   |
| Abd.  | C         | 26 | Jacky Haran                        | Vivian Candy Jacky Haran Hervé Poulain                       | Ford Cosworth DFV 3.0L V8            | A     | 149   |
| Abd.  | C         | 10 | WM Esso                            | Roger Dorchy Alain Couderc Guy Fréquelin                     | WM P82                               | M     | 112   |
| Abd.  | C         | 10 | WM Esso                            | Roger Dorchy Alain Couderc Guy Fréquelin                     | Peugeot PRV 2.8L Turbo V6            | M     | 112   |
| Abd.  | C         | 12 | Otis Automobiles Jean Rondeau      | Henri Pescarolo Jean Ragnotti Jean Rondeau Philippe Alliot   | Rondeau M382                         | D     | 146   |
| Abd.  | C         | 12 | Otis Automobiles Jean Rondeau      | Henri Pescarolo Jean Ragnotti Jean Rondeau Philippe Alliot   | Ford Cosworth DFL 4.0L V8            | D     | 146   |
| Abd.  | IMSA GTO  | 86 | B.F. Goodrich                      | Patrick Bedard Paul Miller (de) Manfred Schurti              | Porsche 924 Carrera GTR              | BF    | 128   |
| Abd.  | IMSA GTO  | 86 | B.F. Goodrich                      | Patrick Bedard Paul Miller (de) Manfred Schurti              | Porsche 2.0L Turbo I4                | BF    | 128   |
| Abd.  | C         | 35 | Courage Compétition                | Yves Courage Jean-Philippe Grand Michel Dubois               | Cougar C01                           | D     | 78    |
| Abd.  | C         | 35 | Courage Compétition                | Yves Courage Jean-Philippe Grand Michel Dubois               | Ford Cosworth DFL 3.3L V8            | D     | 78    |
| Abd.  | C         | 11 | Malardeau Automobiles Jean Rondeau | François Migault Gordon Spice Xavier Lapeyre                 | Rondeau M382                         | D     | 150   |
| Abd.  | C         | 11 | Malardeau Automobiles Jean Rondeau | François Migault Gordon Spice Xavier Lapeyre                 | Ford Cosworth DFL 4.0L V8            | D     | 150   |
| Abd.  | IMSA GTO  | 85 | Tony Garcia                        | Tony Garcia Fred Stiff Albert Naon                           | BMW M1                               | G     | 104   |
| Abd.  | IMSA GTO  | 85 | Tony Garcia                        | Tony Garcia Fred Stiff Albert Naon                           | BMW M88 3.5L I6                      | G     | 104   |
| Abd.  | C         | 9  | WM Esso                            | Jean-Daniel Raulet Didier Theys Michel Pignard               | WM P82                               | M     | 127   |
| Abd.  | C         | 9  | WM Esso                            | Jean-Daniel Raulet Didier Theys Michel Pignard               | Peugeot PRV 2.8L Turbo V6            | M     | 127   |
| Abd.  | C         | 36 | Dome Co. Ltd.                      | Chris Craft Eliseo Salazar                                   | Dome RC82                            | D     | 85    |
| Abd.  | C         | 36 | Dome Co. Ltd.                      | Chris Craft Eliseo Salazar                                   | Ford Cosworth DFL 3.3L V8            | D     | 85    |
| Abd.  | C         | 24 | Jean Rondeau - Otis                | Jean-Pierre Jaussaud Henri Pescarolo                         | Rondeau M382                         | D     | 111   |
| Abd.  | C         | 24 | Jean Rondeau - Otis                | Jean-Pierre Jaussaud Henri Pescarolo                         | Ford Cosworth DFL 4.0L V8            | D     | 111   |
| Abd.  | Gr.6      | 51 | Martini Racing                     | Michele Alboreto Teo Fabi Rolf Stommelen                     | Lancia LC1                           | P     | 92    |
| Abd.  | Gr.6      | 51 | Martini Racing                     | Michele Alboreto Teo Fabi Rolf Stommelen                     | Lancia 1.4L Turbo I4                 | P     | 92    |
| Abd.  | C         | 14 | March Racing                       | Eje Elgh Jeff Wood Patrick Nève                              | March 82G                            | G     | 78    |
| Abd.  | C         | 14 | March Racing                       | Eje Elgh Jeff Wood Patrick Nève                              | Chevrolet 5.8L V8                    | G     | 78    |
| Abd.  | C         | 7  | Ford Werke A.G. Zakspeed           | Manfred Winkelhock Klaus Niedzwiedz                          | Ford C100                            | G     | 71    |
| Abd.  | C         | 7  | Ford Werke A.G. Zakspeed           | Manfred Winkelhock Klaus Niedzwiedz                          | Ford Cosworth DFL 4.0L V8            | G     | 71    |
| Abd.  | IMSA GTO  | 84 | Canon Cameras GTi Engineering      | Richard Lloyd (en) Andy Rouse                                | Porsche 924 Carrera GTR              | D     | 77    |
| Abd.  | IMSA GTO  | 84 | Canon Cameras GTi Engineering      | Richard Lloyd (en) Andy Rouse                                | Porsche 2.0L Turbo I4                | D     | 77    |
| Abd.  | C         | 16 | Ultramar Team Lola                 | Guy Edwards Nick Faure (en) Rupert Keegan                    | Lola T610                            | A     | 72    |
| Abd.  | C         | 16 | Ultramar Team Lola                 | Guy Edwards Nick Faure (en) Rupert Keegan                    | Ford Cosworth DFL 4.0L V8            | A     | 72    |
| Abd.  | C         | 20 | BASF Cassetten Team GS Sport       | Hans-Joachim Stuck Jean-Louis Schlesser Dieter Quester       | Sauber SHS C6                        | D     | 76    |
| Abd.  | C         | 20 | BASF Cassetten Team GS Sport       | Hans-Joachim Stuck Jean-Louis Schlesser Dieter Quester       | Ford Cosworth DFL 4.0L V8            | D     | 76    |
| Abd.  | C         | 19 | BASF Cassetten Team GS Sport       | Walter Brun Siegfried Müller Jr.                             | Sauber SHS C6                        | D     | 55    |
| Abd.  | C         | 19 | BASF Cassetten Team GS Sport       | Walter Brun Siegfried Müller Jr.                             | Ford Cosworth DFL 4.0L V8            | D     | 55    |
| Abd.  | C         | 6  | Ford Werke A.G. Zakspeed           | Klaus Ludwig Marc Surer Manfred Winkelhock                   | Ford C100                            | G     | 67    |
| Abd.  | C         | 6  | Ford Werke A.G. Zakspeed           | Klaus Ludwig Marc Surer Manfred Winkelhock                   | Ford Cosworth DFL 4.0L V8            | G     | 67    |
| Abd.  | C         | 39 | Dorset Racing Associates           | Mike Wilds François Duret Ian Harrower                       | De Cadenet-Lola LM                   | G     | 56    |
| Abd.  | C         | 39 | Dorset Racing Associates           | Mike Wilds François Duret Ian Harrower                       | Ford Cosworth DFV 3.0L V8            | G     | 56    |
| Abd.  | Gr.6      | 55 | Chevron Racing Cars                | Martin Birrane (en) John Sheldon Neil Crang                  | Chevron B36                          | A     | 57    |
| Abd.  | Gr.6      | 55 | Chevron Racing Cars                | Martin Birrane (en) John Sheldon Neil Crang                  | Ford Cosworth BDX 2.0L I4            | A     | 57    |
| Abd.  | IMSA GTX  | 71 | Charles Pozzi Ferrari France       | Jean-Claude Andruet Claude Ballot-Léna                       | Ferrari 512BB/LM                     | M     | 57    |
| Abd.  | IMSA GTX  | 71 | Charles Pozzi Ferrari France       | Jean-Claude Andruet Claude Ballot-Léna                       | Ferrari 4.9L Flat-12                 | M     | 57    |
| Abd.  | C         | 31 | Nimrod Racing Automobiles Ltd.     | Tiff Needell Bob Evans Geoff Lees                            | Nimrod NRA/C2                        | A     | 55    |
| Abd.  | C         | 31 | Nimrod Racing Automobiles Ltd.     | Tiff Needell Bob Evans Geoff Lees                            | Aston Martin-Tickford DP1229 5.3L V8 | A     | 55    |
| Abd.  | C         | 30 | Michel Lateste                     | Hubert Striebig Michel Lateste Jacques Heuclin               | URD C81                              | D     | 45    |
| Abd.  | C         | 30 | Michel Lateste                     | Hubert Striebig Michel Lateste Jacques Heuclin               | BMW M88 3.5L I6                      | D     | 45    |
| Abd.  | IMSA GTX  | 73 | T-Bird Racing NART                 | Preston Henn Randy Lanier Denis Morin                        | Ferrari 512BB/LM                     | M     | 43    |
| Abd.  | IMSA GTX  | 73 | T-Bird Racing NART                 | Preston Henn Randy Lanier Denis Morin                        | Ferrari 4.9L Flat-12                 | M     | 43    |
| Abd.  | Gr.5      | 64 | Edgar Dören                        | Edgar Dören Billy Sprowls Antonio Contreras                  | Porsche 935 K3                       | D     | 39    |
| Abd.  | Gr.5      | 64 | Edgar Dören                        | Edgar Dören Billy Sprowls Antonio Contreras                  | Porsche Type-935 3.0L Turbo Flat-6   | D     | 39    |
| Abd.  | C         | 29 | Garretson Developments             | Bobby Rahal Skeeter McKitterick Jim Trueman                  | March 82G                            | G     | 28    |
| Abd.  | C         | 29 | Garretson Developments             | Bobby Rahal Skeeter McKitterick Jim Trueman                  | Chevrolet 5.8L V8                    | G     | 28    |
| Abd.  | C         | 17 | Cooke Racing - Malardeau           | Brian Redman Ralph Kent-Cooke Jim Adams                      | Lola T610                            | G     | 28    |
| Abd.  | C         | 17 | Cooke Racing - Malardeau           | Brian Redman Ralph Kent-Cooke Jim Adams                      | Ford Cosworth DFL 4.0L V8            | G     | 28    |
| Abd.  | IMSA GTX  | 76 | Bob Akin Motor Racing              | Bob Akin Dave Cowart (de) Kenper Miller (de)                 | Porsche 935L                         | G     | 15    |
| Abd.  | IMSA GTX  | 76 | Bob Akin Motor Racing              | Bob Akin Dave Cowart (de) Kenper Miller (de)                 | Porsche Type-935 2,8 l Flat-6 Turbo  | G     | 15    |
| Abd.  | C         | 5  | Porsche Kremer Racing              | Ted Field Danny Ongais Bill Whittington                      | Porsche-Kremer CK5                   | G     | 25    |
| Abd.  | C         | 5  | Porsche Kremer Racing              | Ted Field Danny Ongais Bill Whittington                      | Porsche Type-935 2.3L Turbo Flat-6   | G     | 25    |
| Abd.  | C         | 37 | Grid Racing                        | Desiré Wilson Emilio de Villota Alain de Cadenet             | Grid Plaza S1                        | D     | 7     |
| Abd.  | C         | 37 | Grid Racing                        | Desiré Wilson Emilio de Villota Alain de Cadenet             | Ford Cosworth DFL 3.3L V8            | D     | 7     |

Détail :
- La no 80 Chevrolet Camaro n'a pas été classée pour distance parcourue insuffisante (moins de 70 % de la distance parcourue par le 1er de l'épreuve).

## Pole position et record du tour
- Pole position : Jacky Ickx sur no 1 Porsche 956 - Rothmans Team Porsche en 3 min 28 s 40 (235,382 km/h)
- Meilleur tour en course : Jean Ragnotti sur no 12 Rondeau M382 - Jean Rondeau en 3 min 36 s 90 (226,158 km/h) au soixante-neuvième tour

## Heures en tête
Voitures figurant en tête de l'épreuve à la fin de chaque heure de course :
| n° | Voiture       | Écurie                  | Pilotes                                      | Heures   | Total     |
| -- | ------------- | ----------------------- | -------------------------------------------- | -------- | --------- |
| 11 | Rondeau M382C | Jean Rondeau            | François Migault Gordon Spice Xavier Lapeyre | 1re à 3e | 3 heures  |
| 7  | Ford C100     | Ford Werke A.G.         | Manfred Winkelhock Klaus Niedzwiedz          | 4e       | 1 heure   |
| 3  | Porsche 956   | Rothmans Porsche System | Hurley Haywood Al Holbert Jürgen Barth       | 5e à 8e  | 4 heures  |
| 1  | Porsche 956   | Rothmans Porsche System | Jacky Ickx Derek Bell                        | 9e à 24e | 16 heures |

## À noter
- Longueur du circuit : 13,626 km
- Distance parcourue : 4 899,090 km
- Vitesse moyenne : 204,128 km/h
- Écart avec le 2e : 40,197 km
- 250 000 spectateurs